# Kohlbühl (Selbitz)
Kohlbühl ist ein Gemeindeteil der Stadt Selbitz im Landkreis Hof (Oberfranken, Bayern). Kohlbühl liegt in der Gemarkung Rodesgrün.

## Geografie
Der Weiler liegt am Osthang einer Erhebung im Schwarzen Holz (651 m ü. NHN). Eine Gemeindeverbindungsstraße führt nach Neuhaus (1 km südlich) bzw. nach Rothleiten (1 km nordwestlich).

## Geschichte
1502 bestand Kohlbühl aus zwei Anwesen, die Thomas von Reitzenstein gehörten. 1652 hatten die Reitzensteiner sechs Untertansfamilien.
Kohlbühl gehörte zur Realgemeinde Rodesgrün. Gegen Ende des 18. Jahrhunderts bestand Kohlbühl aus sieben Anwesen. Die Hochgerichtsbarkeit hatte das bayreuthische Stadtvogteiamt Hof. Grundherren waren das Verwaltungsamt Selbitz (3 Güter, 1 Tropfhaus) und das Rittergut Frosch- und Schneckengrün (3 Güter).
Von 1797 bis 1810 unterstand Kohlbühl dem Justiz- und Kammeramt Naila. Infolge des Ersten Gemeindeedikts wurde Kohlbühl dem 1812 gebildeten Steuerdistrikt Neuhaus und der zugleich entstandenen Ruralgemeinde Rodesgrün zugewiesen. Im Zuge der Gebietsreform in Bayern wurde Kohlbühl am 1. April 1971 nach Selbitz eingemeindet.

### Ehemaliges Baudenkmal
- Haus Nr. 6: Wohnstallhaus mit Frackdach, wohl aus dem zweiten Drittel des 18. Jahrhunderts; Wohnteil im Erdgeschoss massiv, Obergeschoss mit verbrettertem Ständerwerk, Giebel mit geteilter Schalung; Stallteil in beiden Geschossen massiv erneuert.[9]

### Einwohnerentwicklung
| Jahr      | 001799 | 001819 | 001861 | 001871 | 001885 | 001900 | 001925 | 001950 | 001961 | 001970 | 001987 | 002021 |
| Einwohner | 17     | 39     | 56     | 53     | 42     | 28     | 44     | 64     | 32     | 31     | 24     | 16     |
| Häuser    | 2      |        |        |        | 8      | 8      | 8      | 8      | 8      |        | 8      |        |
| Quelle    | [ 11 ] | [ 7 ]  | [ 12 ] | [ 13 ] | [ 14 ] | [ 15 ] | [ 16 ] | [ 17 ] | [ 18 ] | [ 19 ] | [ 20 ] | [ 1 ]  |

## Religion
Kohlbühl ist seit der Reformation evangelisch-lutherisch geprägt und bis heute nach Selbitz gepfarrt.